# Déserteurs de l'armée française durant la guerre d'Algérie
Pour les articles homonymes, voir DAF.
Les déserteurs de l’armée française, souvent désignés sous l'acronyme DAF, sont des groupes de sous-officiers et d'officiers algériens, en majorité des descendants de notables, des caïds et des bachaghas ayant prêté allégeance à la France durant la colonisation de l'Algérie. 
Ces officiers ou sous-officiers étaient issus soit des grandes écoles militaires françaises soit d'écoles de formation de sous-officiers soit du rang.
Ils ont déserté l'armée française entre 1956 et 1961, durant la guerre d'Algérie. Ils ont ensuite rejoint par vagues successives les bases de l'armée de libération nationale de l'armée des frontières situées derrière les frontières de Tunisie et du Maroc.

## Histoire
Les premiers ralliements datent de 1956 à titre individuel et isolé, leurs désertions étant motivées par la cause nationaliste ou pour d'autres raisons. Ils sont nombreux parmi les déserteurs à combattre aux côtés des combattants de l'ALN et beaucoup d'entre-eux sont morts durant les combats.
En mars 1958, le Front de libération nationale (FLN) met en place à Bonn en Allemagne une organisation dont l'objectif est d'inciter les militaires français de souche nord-africaine, en garnison, à déserter pour rejoindre l'Armée de libération nationale (Algérie) (ALN). Ils pourront conserver leur grade acquis au sein de l'armée française et une  belle carrière est promise au sein de l'ALN puis dans la nouvelle armée algérienne après l'indépendance. 
Près de 500 déserteurs, au total,, auraient rallié les rangs de l'ALN jusqu’à 1961, provenant de divers corps de troupes de l'armée française, certains d'entre eux étaient des saint-cyriens, voire des aviateurs de l'école de l'air de Salon-de-Provence. Ils ont connu une promotion rapide au sein de l'ALN, ils mettaient la technique professionnelle militaire au-dessus du politique[réf. nécessaire]. Ils entendaient bien trouver dans une Algérie indépendante des avantages de carrière supérieurs à ceux qu'ils avaient laissés en quittant l'armée française[réf. nécessaire].
En revanche, peu avant la fin de la guerre d'indépendance, c'est-à-dire à partir de 1960, d'autres ralliements d'une autre catégorie d'Algériens très limitée en nombre (fraîchement promus aux grades de sous-lieutenant, lieutenant et capitaine) ont été préparés par les services secrets français sous l'impulsion de Roger Wybot de la Direction de la Surveillance du territoire (DST) pour infiltrer l'ALN. Le général de Gaulle aurait encouragé la stratégie de Wybot dans le but de franciser de l'intérieur la future armée du pays indépendant et maintenir l'Algérie sous l’influence française. 

Selon la technique conçue par Roger Wybot, ancien agent supérieur du contre-espionnage français au sein du bureau central de renseignements et d'action (BCRA) et l'un des créateurs de la Direction de la Surveillance du territoire (DST), il a joué un rôle capital en infiltrant l'armée de libération nationale (ALN) de l'armée des frontières par ces agents recrutés au sein de la promotion, désignée parfois sous l'appellation de « promotion Lacoste », il leur procure un ascendant sur leurs adversaires au sein de l'ALN et les propulse au sommet de la hiérarchie : 

« Les hommes que nous glissons dans le dispositif adverse, souvent à des postes subalternes, nous les aidons à conquérir progressivement de l'importance au sein de la rébellion. Nous leur permettons par exemple de passer des armes, de l'argent pour l'ALN. Leurs convois clandestins sont protégés par la DST alors que les transports d'armements d'autres chefs de l'ALN sont saisis. Avec notre accord, et la complicité de l'armée française, nos agents montent également des opérations bidon, de Tunis. Chaque fois, nous organisons tout nous-mêmes pour rendre le coup de main rebelle totalement crédible. Certains de ces agents doubles vont atteindre les plus hauts échelons dans l'état-major FLN/ALN. Il nous est arrivé de manipuler des chefs et des chefs adjoints de wilayas. »

Accueillis avec suspicion par les officiers de l'ALN, ces nouveaux déserteurs qui ont rallié tardivement l'ALN en 1960 appelés souvent les DAF, ont réussi à gravir tous les échelons durant les premières années qui ont suivi l'indépendance de l'Algérie et ont pris progressivement des postes importants dans l'armée en restant dans l’ombre et les plus illustres des représentants des DAF les futurs généraux de l'ANP de l'Algérie indépendante, comme Khaled Nezzar, Larbi Belkheir, Mohamed Lamari et Mohammed Touati qui s'affirment peu à peu sous le règne de Chadli Bendjedid.[réf. nécessaire]
Les anciens maquisards de l'ALN formés à l'école nasséro-soviétique — on les appelle parfois le « clan des orientaux » — se sont toujours méfiés de ces déserteurs de la dernière heure et certains d'entre eux vont jusqu’à les accuser d’être une sorte de cinquième colonne agissant, à ce jour, selon eux, « en faveur des intérêts français ». Cette accusation va s'accentuer au lendemain de la visite à Alger de François Mitterrand en 1981 et de la mise en place entre les deux pays d'une politique de coopération et surtout dans le domaine du renseignement entre la DST et le fameux département du renseignement et de la sécurité, la sécurité militaire algérienne.[réf. nécessaire]
L'effondrement d'abord de l'Égypte nassérienne, puis de l'Union soviétique, les a conduits peu à peu à se retourner vers le Nord et à renouer avec la France ainsi qu'avec le pluralisme latent de la société algérienne, au moment même, à la fin des années 1980, où se levait la tempête islamiste. Cette conversion a coïncidé avec la montée en puissance, au sein de l'état-major de l'Armée nationale populaire (ANP), d'une forte équipe de généraux et de colonels issus du clan des DAF. Les deux clans, celui des maquisards ou « orientaux » et celui des DAF, se sont souvent affrontés à l'intérieur du sérail, se disputant notamment les postes stratégiques. Chaque président a dû composer avec les deux partis et respecter un équilibre pour l'attribution des postes de commandement.
L'historien Mohammed Harbi à exprimé sur ces officiers un point de vue critique : « Sur les quelques [sic] 500 déserteurs, certains étaient sans doute sincèrement déterminés à épouser la cause de leur nouvelle patrie. De la même façon, l'on peut avec certitude affirmer que les quelques dizaines d'entre eux qui ont accaparé le pouvoir en éliminant les vrais patriotes de façon radicale, ont été ceux qui déclencheront la sale guerre en 1992 et font obstacle à la démocratie dans le pays ». Symétriquement, on peut soutenir que ces officiers sont fermement attachés à la modernisation du pays selon une voie proche des sociétés occidentales et radicalement hostiles au modèle islamiste.
On peut aussi poser la question en termes linguistiques en opposant les francophones, présumés ouverts à l'occidentalisation, les russophones, désorientés par la chute de l'Union soviétique  et les arabophones, présumés attirés par les thèses islamistes et qui ne peuvent faire carrière dans des institutions dont le français est souvent resté langue de travail.